# Corticarina amoena
Corticarina amoena is een keversoort uit de familie schimmelkevers (Latridiidae). De wetenschappelijke naam van de soort werd in 1981 gepubliceerd door Johnson.